# Semiinvoluta
Semiinvoluta es un género de foraminífero bentónico de la subfamilia Involutininae, de la familia Involutinidae, del suborden Involutinina y del orden Involutinida. Su especie tipo es Semiinvoluta clari. Su rango cronoestratigráfico abarca desde el Noriense hasta el Rhaetiense (Triásico superior).

## Clasificación
Semiinvoluta incluye a las siguientes especies:
- Semiinvoluta clari †
- Semiinvoluta verrucosa †
- Semiinvoluta violae †

Otra especie considerada en Semiinvoluta es:
- Semiinvoluta bicarinata †, de posición genérica incierta